# Jankowice (województwo lubelskie)
Jankowice – kolonia w Polsce położona w województwie lubelskim, w powiecie chełmskim, w gminie Siedliszcze. Przez miejscowość przebiega droga krajowa DK12.
W latach 1975–1998 miejscowość administracyjnie należała do województwa chełmskiego. 
Kolonia wchodzi w skład sołectwa Adolfin. Według Narodowego Spisu Powszechnego (III 2011 r.) liczyła 45 mieszkańców i była 27. co do wielkości miejscowością gminy Siedliszcze.
Wierni Kościoła rzymskokatolickiego należą do parafii Chrystusa Pana Zbawiciela w Podgórzu.

## Historia
Wieś występuje jako Jankowice w dokumentach z 1637 roku W 1786 roku opisana była jako Janowice.

Kolonia niemiecka zostaje tu założona w 1872 r. Słownik geograficzny Królestwa Polskiego z roku 1882 wymienia Jankowice jako wieś w powiecie chełmskim, gminie Staw, parafii Chełm. Zachowała się  księga ludności stałej wsi z 1900 r. W 1916 r. Jankowice jako kolonia należała do gminy Staw. Mieszkało tam wówczas 78 osób, w tym 8 Żydów. 
Według spisu rolnego z 2 sierpnia 1947 r. w  miejscowości było 17 gospodarstw rolnych, uprawiano 96,53 ha ziemi.